# اقتحام المسجد الأقصى 2022
اقتحام المسجد الأقصى 2022 هو عملية اقتحام للمسجد الأقصى نفذتها قوات الاحتلال الإسرائيلي، صباح يوم الجمعة الموافق 15 نيسان/أبريل 2022 (الموافق 14 رمضان 1443 هـ)، مستخدمةً قنابل الغاز المسيل للدموع والقنابل الصوتيّة، مما أدى إلى إصابة ما لا يقلُّ عن 150 فلسطينيًا. تسلَّقَ خلال الاقتحامِ عددٌ من جنود الاحتلال أسطح المباني المحيطة بالمسجد الأقصى، كما أخلوا ساحة المسجد وأغلقوا معظم الأبواب المؤديّة إليه.
حصلَ هذا الاقتحامُ في أعقابِ إعلان عدة منظمات دينية يهودية متطرّفة عن نيتها إقامة شعائر دينية في باحة المسجد الأقصى بمناسبة عيد الفصح اليهودي. بدأَ المهرجان يوم الجمعة 15 نيسان/أبريل الذي هو نفسه يوم الاقتحام ومن المتوقّع أن ينتهي يوم 22 نيسان/أبريل. جديرٌ بالذكرِ أنّه خلال شهر رمضان عام 2021، تحوَّلت المظاهرات الليلية في القدس والاشتباكات في الأقصى إلى حربٍ استمرَّت 11 يومًا بين الفلسطينيين وإسرائيل.

## خلفيّة
أعلنت جماعة يهودية دينية متطرفة تُدعى «العودة إلى جبل الهيكل» أنها تنوي أداء تضحياتِ عيد الفصح في الحرم القدسي خلال عطلةِ عيد الفصح اليهودي، كما نشرَ متطرفون إسرائيليون منشورات على مواقع التواصل وفي صحف عبريّة يُؤكّدون فيها عزمهم دخول المسجد الأقصى خلال عيد الفصح وهو ما ساهمَ في تأجيج الوضع في القدس. على جانبٍ آخرٍ فقد شهدت الأسابيع القليلة قُبيل شهر رمضان عددًا من العمليّات التي نفذها فلسطينيّون في القدس وفي مدن أخرى، حيث قُتل أزيد من 14 إسرائيليًا – بينهم ضابطٌ واحدٌ على الأقل – في سلسلة هجمات متفرّقة ومتنوّعة طالت عددًا من المناطق، فيما قتلَ جيش الاحتلال الإسرائيلي في الضفة الغربيّة لوحدها أزيد من 20 فلسطينيًا في شهرِ آذار/مارس ما بين مدنيين وعناصر في حركَات المقاومة، عدى عن عددٍ غير معروفٍ من المدنيين الفلسطينيين الذين فارقوا الحياة متأثرين بالإصاباتِ التي طالتهم خلال المواجهات المتفرّقة في القدس وجنين و‌بيت لحم ومدن فلسطينيّة أخرى.

## الخطّ الزمني

### اليوم الأول
قُبيل آذان الفجر بدقائق من يوم الجمعة الموافق للخامس عشر من نيسان/أبريل والربع عشر من رمضان بدأت قوات الاحتلال الإسرائيلي في اقتحامِ باحات المسجد الأقصى حيثُ أطلقت قنابل الغاز المسيل للدموع على الفلسطينيين المتواجدين في الباحات كما حاولت طردهم عنفًا ما تسبَّبَ في وقوعِ عددٍ من الإصابات. أعلنَ الهلال الأحمر الفلسطيني أنَّ عدد المصابين تجاوزَ العشرين في الساعة الأولى من محاولة الاقتحام كما أكَّدَ إخلاء 7 مصابين من باب الأسباط ونقلهم إلى مستشفيات القدس بعدما تعرّضوا لإصابات خطيرة، ثمّ تضاعفَ عدد المصابين المنقولين لمستشفيات القدس ووصلَ لأزيد من 27 عدى عن عشرات الإصابات الأخرى التي تعاملَ معها الهلال الأحمر في عينِ المكان.
استمرَّت المواجهات في باحات المسجد الأقصى وأعلنَ الهلال الأحمر في تمامِ الساعة السابعة صباحًا عن نقلهِ 60 مصابًا لمستشفيات القدس، كما أعلنَ عن فتح مستشفى ميداني لعلاج الإصابات في مركز إسعاف القدس. أغلقت قوات الاحتلال كافّة البوابات المؤدية إلى المسجد الأقصى عدا باب حطة ثمّ عاودت محاولات الاقتحام. نشرت وسائل إعلام عبريّة خبر إصابة 3 من أفراد الشرطة الإسرائيلية خلال المواجهات في الأقصى، في الوقتِ الذي واصلت فيهِ قوات الاحتلال إطلاق القنابل المسيلة للدموع داخل المسجد الأقصى في محاولةٍ منها لإخراج المصلّين، ثمّ بدأت الاعتداءِ بالضربِ على مصوّر الأوقاف وعلى عددٍ من حرّاس المسجد الأقصى وفلسطينيين آخرين.
اعتقلت قواتُ الاحتلال بعدها عددًا غير معروف من المصلين في المسجد الأقصى، قبل أن تُصدر شرطة الاحتلال بيانًا ذكرت فيهِ أنّها أتممت إخراج المصلّين الذين تحصَّنُوا داخل المسجد الأقصى وأنها اعتقلت نحو 300 منهم. اندلعت اشتباكاتٌ جديدةٌ بعد صلاة العصر في بلدة بيتا جنوب شرق مدينة نابلس حيثُ أطلقت القوات الإسرائيلية قنابل الغاز على متظاهرين فلسطينيين وهو ما تسبَّبَ في وقوعِ عشرات الإصابات بالاختناق حسبَ وكالة الأنباء الفلسطينية قبل أن تتفرّق الاحتجاجات مع اقترابِ آذان المغرب.

### اليوم الثاني
خفَّت حدة المواجهات في اليوم الثاني من الاقتحام، باستثناء اشتباكات خفيفة ومتفرّقة اندلعت في الساعة الواحدة من مساء السادس عشر من نيسان/أبريل بين فلسطينيين وقوات الاحتلال قُرب جامعة القدس في أبوديس.

### اليوم الثالث
بدأت قواتُ الاحتلال الإسرائيلي في تمامِ الساعة الخامسة صباحًا هجومها على المصلّين عند باب الأسباط حيثُ اعتدت عليهم ومنعتهم من الوصولِ للمسجد الأقصى، ثمّ اقتحمت باحاتهِ وفضَّت تجمعاتٍ للفلسطينيين، قبل أن تسمحَ بحلول السابعة والنصف صباحًا (بالتوقيت المحلّي) لعشرات المستوطنين باقتحامِ المسجد وذلك تحتَ حمايتها.
اندلعت عقبها اشتباكاتٌ بين الفلسطينيين من جهة وقوات الاحتلال الإسرائيلي من جهة ثانيّة حيثُ اعتقلت الأخيرة عددًا من الفلسطينيين عند باب الأسباط، في الوقت الذي أعلنَ فيهِ الهلال الأحمر الفلسطيني عن إصابة 10 فلسطينيين في المواجهات عند الباب ثلاثةٌ منهم حالاتهم خطيرة. زادت حدّة الاشتباكات بعدما منعت قواتُ الاحتلال طواقم الهلال الأحمر من الدخول إلى باحات المسجد الأقصى.
نشرت وسائل إعلام عربيّة مقاطع فيديو تُظهر جنودًا من قوات الاحتلال الإسرائيلي يعتلون سطح المصلّى القبلي في المسجد الأقصى، في الوقتِ الذي كانت فيهِ قواتٌ أخرى تتبعُ جيش الاحتلال تعتدي على عددٍ من الفلسطينيين في بابِ حطّة بالقدس. استمرَّت الاشتباكات المتفرّقة والمتقطّعة بين الطرفين، ثمّ اقتحمت قوات الاحتلال بقوّة المسجد القبلي وذلك في الثامنة والنصف صباحًا. بدأت قوات الاحتلال عند الحادية عشر ودقائق في الانسحاب من باحات المسجد الأقصى كما أعادت فتح أبواب المسجد القبلي وقبة الصخرة، في الوقت الذي أعلنت فيهِ صحيفةُ هآرتس العبريّة أنَّ ما مجموعهُ 728 مستوطنًا قد اقتحموا باحات المسجد الأقصى صباح اليوم.

### اليوم الرابع
اندلعت قُبيل فجر الثامن عشر من نيسان/أبريل مواجهاتٌ في بلدة اليامون في جنين بالضفة الغربية ما نجمَ عنها إصابةُ شابين برصاص قوات الاحتلال، ثمّ تجدَّدت الاشتباكاتٌ قُبيل الفجر بدقائق حين حاولت قوات الاحتلال لليومِ الرابع على التوالي اقتحامها المسجد الأقصى حيثُ تركَّزت قواتها في باحاته ثمّ دفعت بعشرات المستوطنين لاقتحامِ الباحات تحت حماية الجنود الإسرائيليين المدجّجين بالسلاح. أجبرت القوات الإسرائيليّة في الوقتِ نفسه الفلسطينيين والمعتكفين على إخلاء المسجد الأقصى، ثمّ اعتدت على المصلّين في بابِ المجلس مع عودة المستوطنين لاقتحام المسجد الأقصى.
سمحت قوات الاحتلال أخيرًا لكبار السنّ بدخول المسجد الأقصى لكنها منعت من هم دون سنّ الخمسين، ثمّ انسحبت القوات الإسرائيليّة من باحات المسجد في حدودِ العاشرة صباحًا وأعادت فتح المسجد القبلي لكنّها واصلت هجماتها على فلسطينيين في مناطق متفرّقة من القدس واعتقلت عددٌ منهم بما في ذلك ثلاثة فتية قاصرين من شارع الرشيد. أعلنَ الجيش الإسرائيلي بحلول الثامنة والنصف من مساء اليوم عن أنَّ منظومة القبة الحديديّة قد اعترضت قذيفة صاروخية أُطلقت من قطاع غزة نحو إسرائيل، في الوقتِ الذي لم تُعلن فيه أيُّ جهة في غزة مسؤوليتها عن إطلاق أي قذائف أو صواريخ، وقامت مقاتلاتٌ إسرائيليّةٌ مع انتصاف الليلِ باستهدافِ موقعٍ للفصائل الفلسطينيّة غرب خان يونس جنوبي قطاع غزة بعددٍ من الصواريخ.

### اليوم الخامس
بدأت قواتُ الاحتلال لليوم الخامس على التوالي محاولاتها في اقتحامِ المسجد الأقصى حيثُ اقتحَمت بُعيد صلاة الفجر بنحو نصف ساعة باحات المسجد ومكَّنت عشرات المستوطنين من اقتحامِ الباحات أيضًا تحتَ حمايتها في الوقتِ الذي اعتلى فيهِ أفرادٌ من شرطة الاحتلال سطح المسجد القبلي في الحرم القدسي. انسحبت القواتُ الإسرائيليّة من محيط المصلى القبلي بحلول الثامنة ودقائق فأعادَ المعتكفون فتح الأبواب. توجَّهت سلطات الاحتلال نحوَ الحرم الإبراهيمي في مدينة الخليل فسمحت مجددًا لعشرات اليهود بتأدية طقوس دينية بساحاته.
اندلعت مساء اليوم مواجهاتٌ بين الفلسطينيين وقوات الاحتلال عقبَ إغلاقِ الأخيرة مدخل قرية برقة شمالي نابلس، فيما اتفقت الفصائل الفلسطينيّة في غزة على رفع مستوى حالة الاستنفار والتأهّب في اليومين القادمين. تحدثت وسائل إعلام عبريّة قُبيل انتصاف الليلِ عن أنَّ الحكومة الإسرائيليّة قد قرَّرت إغلاق باحات الأقصى أمام دخول اليهود ابتداءً من يوم الجمعة الموافق للثاني والعشرين من نيسان/أبريل وحتى نهاية شهر رمضان.

### اليوم السادس

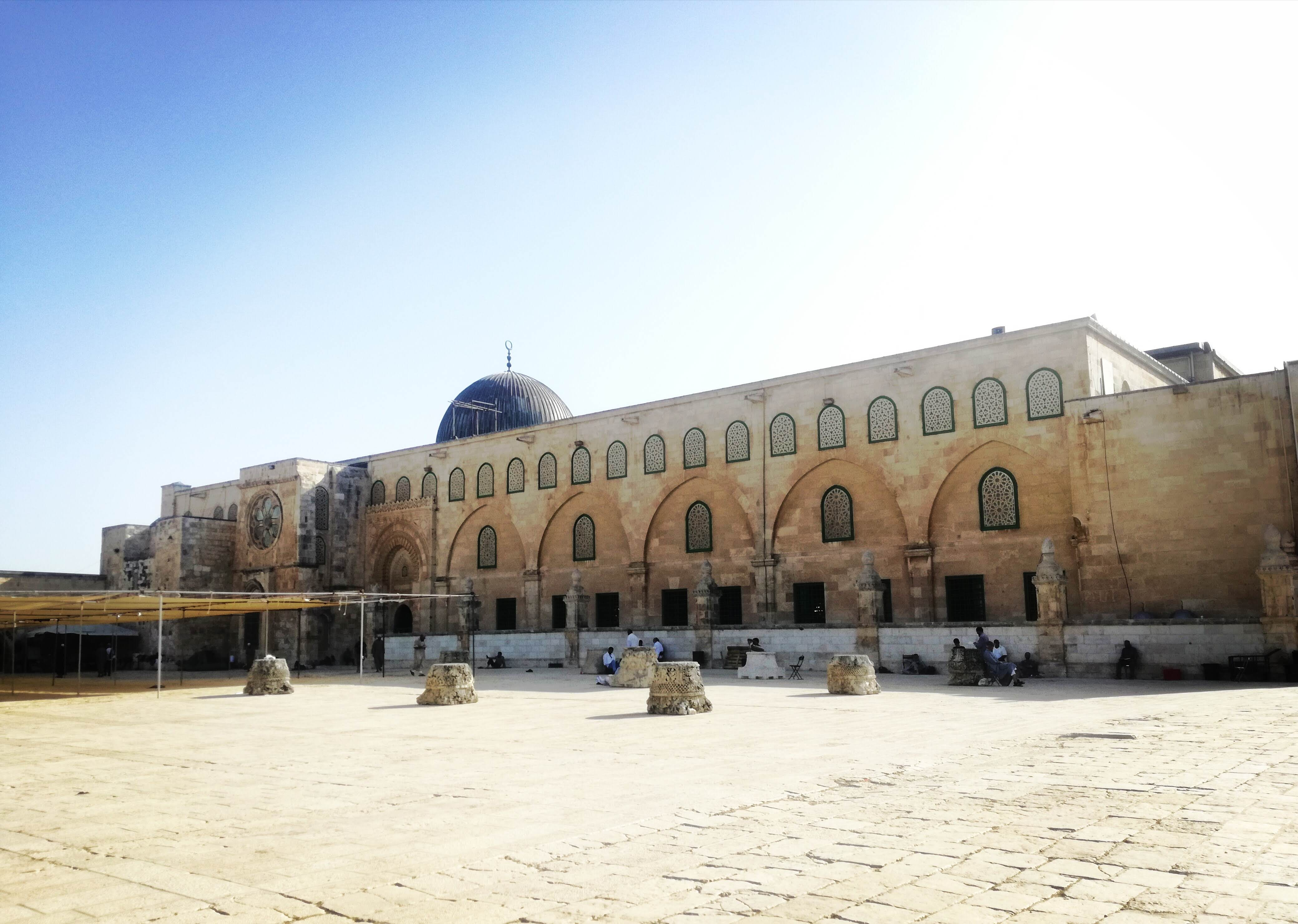
صورة قديمة للساحة الخلفيّة للمصلى القبلي والتي جرى اقتحامها عدّة مراتٍ من قِبل قوات الاحتلال الإسرائيلي

اقتحمت قواتُ الاحتلال من جديدٍ ولليومِ السادس تواليًا باحات المسجد الأقصى وحاولت إخلاءهُ من المصلّين والمعتكفين وذلك بُعيد صلاة الفجر، ثم سمحت وسهَّلت لعشرات المستوطنين باقتحامِ الباحات لليومِ الرابع تواليًا وذلك تحت حمايتها. تصاعدت حدّة الاشتباكات بين الطرفينِ خاصّة بعد اقتحامِ المستوطنين المتكرّر للباحات وإصرارهم على تنظيمِ ما يُعرف بمسيرة الأعلام مساءً، وصوَّرت كاميرات عدد من القنوات العربيّة التي كانت تبثُّ عمليّات الاقتحام بشكل مباشر اعتداء قوات الاحتلال على مرابطات في المسجد الأقصى، فيما حاصرَ جزءٌ ثاني من هذه القوات معتكفين داخل المصلى القبلي وأطلقَت عليهم قنابل الغاز المسيل للدموع. ذكرت وزارةُ الأوقاف الإسلامية أنَّ ما مجموعهُ 1180 مستوطنًا اقتحموا المسجد الأقصى اليوم.
نقلت وسائل إعلام عبريّة عن منظمي مسيرة الأعلام أنّهم مصرّون على المسير الليلة ومؤكّدين مرورهم بمنطقة باب العامود والحي الإسلامي. ثار جدلٌ حول المسيرة في الأوساطِ الإسرائيليّة حيثُ اتهمَ عضو الكنيست إيتمار بن غفير وزير الأمن الداخلي بعرقلةِ مسيرة الأعلام في القدس، وردَّ رئيس الوزراء نفتالي بينت بالتأكيدِ على قرار الحكومة بمنعِ وصول عضو الكنيست بن غفير إلى باب العامود في القدس بناءً على توصيات وزير الأمن الداخلي، وأضاف: «لن أسمحَ لاستفزاز بن غفير السياسي بتعريضِ جنودنا وضبّاط الشرطة الإسرائيلية للخطر». دخلَ وزير الخارجيّة الإسرائيلي هو الآخر على الخطّ حيثُ قالَ إنَّ مسيرة الأعلام خطوة مروعة من المتطرفين اليمينيين الذين يُحاولون خلقَ استفزازات عنيفة، ومؤكّدًا على أنَّ تنظيم المسيرة خطوة تفتقر للمسؤوليّة.
أعلنَ الجيش الإسرائيلي في وقتٍ متأخرٍ من اليوم فرض إغلاقٍ عام على الضفة والمعابر لقطاع غزة ابتداءً من مساء يوم الخميس الموافق للحادي والعشرين من نيسان/أبريل حتى فجر الأحد الموافق للرابع والعشرين من نفس الشهر. الإغلاق العام بحسبِ جيش الاحتلال هو إجراءٌ وقائي في اليومينِ الأخيرين من عيد الفصح اليهودي. بعدَ بيان الجيش بنحو نصف ساعة سُمعت صافرات الإنذار وهي تدوي في المستوطَنات المتاخمة لغزة، وظهرَ في مقاطع فيديو نُشرت على الإنترنت ثلاث انفجاراتٍ هزَّت منطقة سديروت، وهو ما تأكَّد حينما أعلنَ الناطق العسكري الإسرائيلي رصدَ الجيش لقذيفةٍ أُطلقت من غزة وسقطت في منطقة متاخمة للحدود مع شمال القطاع.

### اليوم السابع
تصاعدت وتيرة الاشتباكات بين فصائل المقاومة الفلسطينية في غزة و‌جيش الاحتلال حيثُ أغارَ الأخير في تمامِ الواحدة وسبع دقائق صباحًا (بالتوقيت المحلّي) على موقعٍ للمقاومة وسطَ قطاع غزة، وتلا ذلك إطلاقُ نارٍ مكثّف من آليات إسرائيلية نحوَ نقاط رصدٍ للفصائل الفلسطينية جنوبي قطاع غزة. عاودَ الطيرانُ الإسرائيلي بعد أزيد من نصفِ ساعة إغارتهُ على القطاع حيثُ استهدفَ مجددًا موقعًا للفصائل جنوبي مدينة غزة.
ردَّت الفصائل بُعيد الثانية والنصف صباحًا حينما أطلقت قذائف صاروخيّة حيث شوُهدت القبة الحديدية الإسرائيليّة وهي تُحاول اعتراضها. مع حلول فجر اليوم، عاودت قواتُ الاحتلال الإسرائيلي محاولاتها في اقتحامِ المسجد الأقصى وحاصرت مجددًا المصلى القبلي، ثمّ أبعدت المرابطين عن باحات المسجد فيمَا حاصَرت المصلّين والمعتكفين في المصلى القبلي مستهدفةً إيّاهم عبرَ قنابل الغاز و‌الرصاص المطاطي لدفعهم نحو المغادرة وهو ما نجمَ عنه إصاباتٌ بالاختناق كما نقلت وسائل إعلام فلسطينيّة وعربيّة.
سهَّلت القواتُ الإسرائيليّة من جديدٍ لعشرات المستوطنين دخول ساحات الأقصى وذلك لليومِ الخامس تواليًا، في الوقتِ الذي تحدثت فيهِ وسائل إعلام فلسيطنيّة عن منعِ الاحتلال لسيارات إسعافٍ تابعةٍ للهلال الأحمر من دخول الأقصى عبر بابِ الأسباط. ذكرت هيئة البث الإسرائيلية في وقتٍ متأخرٍ من اليوم أنَّ رئيس الأركان الإسرائيلي أصدرَ تعليماتٍ بالاستعداد لأيِّ تصعيدٍ واحتمالِ شنِّ عملية عسكرية ضد قطاع غزة، كما ذكرت ذاتُ الهيئة أنَّ الشرطة الإسرائيليّة رفعت حالة التأهب لاحتمال التصعيد في المسجد الأقصى تزامنًا مع صلاة الجمعة غدًا.

### اليوم الثامن
بدأت قواتُ الاحتلال الإسرائيلي في اقتحامِ باحات المسجد الأقصى لليوم الثامن تواليًا وذلك بحلول السادسة والربع صباحًا بالتوقيت المحلّي، حيث قامت بدايةً بمنعِ الفلسطينيين من الوصول إلى المسجد وحاصرت الذي وصلوا له من قبل. حاولت تفريق المتجمهرين عبر قنابل الغاز المسيل للدموع والرصاص المعدني المغلّف بالمطاط وهو ما نجمَ عنهُ إصابة نحو 40 شخص بينهم 3 صحفيين حسبَ الإحصائيّة الأولية التي نشرها الهلال الأحمر الفلسطيني.
رغم المحاصرة والتشديد تواصلَ توافدُ المصلّين إلى المسجد الأقصى عبر حاجز قلنديا شمال القدس وعبر باب العامود لأداء صلاة الجمعة الثالثة من شهر رمضان. أعلنت وزارة الأوقاف الفلسطينيّة أنَّ أكثر من 150 ألف شخص أدوا صلاة الجمعة اليوم في المسجد الأقصى، والذي تجدَّدت فيهِ المواجهات عقبَ أداء الصلاة حيثُ استهدفت القواتُ الإسرائيليّة المصليّن عبرَ إطلاق عشرات قنابل الغاز نحوهم في مختلفِ ساحات الأقصى وحتى خارجها. اندلعت اشتباكاتٌ أخرى بين عددٍ من الشبّان الفلسطينيين وقوات الاحتلال في بيت دجن و‌بيتا بنابلس ثمّ هدأت بعد نحو ساعة. أعلنت هيئة البث الإسرائيلية قُبيل التاسعة مساءً رصدَ إطلاق صاروخينِ من قطاع غزة حيثُ أكّدت أنّ أحدهما سقطَ في غلاف غزة فيما سقطَ الثاني داخل القطاع بعد تصدّي القبّة الحديديّة لهما.

## تداعيات
نظَّمَ آلافُ الفلسطينيين في المدن التي احتلَّتها إسرائيل عام 1948 مظاهراتٍ احتجاجًا على المحاولات الإسرائيليّة المتكّررة في اقتحامِ الأقصى، حيثُ تجمهرَ المئات في مدينة أم الفحم ونظّموا مظاهراتٍ على فتراتٍ متفرّقة وتصاعدَ بعضها إلى أعمال وأحداث شغب واشتباك مع القواتُ الإسرائيليّة. نُظّمت مظاهرات أخرى يوم الإثنين الموافق للثامن عشر من نيسان/أبريل في ساحة الأسير في مدينة حيفا دعمًا ونصرةً للمسجد الأقصى، وهتفَ المشاركون ضد اعتداءات الاحتلال على المصلّين في المسجد، كما رفعوا لافتات كُتبَ على بعضها شعارات من قبيل «دولة فصل عنصري» و«نثور من أجل الحرية» فيما هتفَ آخرون لقائد كتائب الشهيد عز الدين القسام محمد الضيف.
خلال منتصفِ أسبوع الاقتحامات أقدمَ مستوطن إسرائيلي على دهسِ طفل فلسطيني يبلغُ من العمر تسع سنوات عبر سيّارته في بلدة تقوع جنوب شرق بيت لحم في الضفة الغربية ثم لاذ بالفرار. تصاعدت حدّة الاشتباكات في الأيّام المواليّة حيثُ قامَ شبابٌ فلسطينيّون برشقِ ثلاثِ حافلاتٍ إسرائيليّةٍ كانت متجهةً إلى حائط البراق بالحجارة وذك لمنعها من الوصول للأقصى واقتحامهِ ما نجمَ عنهُ إصابة خمسة مستوطنين.

## ردود الفعل
- فلسطين: أدان وزير شؤون القدس في السلطة الفلسطينية فادي الهدمي بشدة اقتحام قوات الاحتلال الإسرائيلي للمسجد الأقصى. وألقى باللوم على إسرائيل في هذه الأعمال. ودعا المجتمع الدولي إلى التدخل الفوري لوقف الأعمال الإسرائيلية ضد المقدسات الإسلامية.[92]
- حركة حماس: قال فوزي برهوم، المتحدّث باسم حركة المقاومة الإسلامية (حماس) «إن الحركة وكتائب القسام سيكون لها كلمة في حال استمر الاحتلال في العدوان على الفلسطينيين والمسجد الأقصى، مشيرًا إلى أن المقاومة جاهزة لكل السيناريوهات». وأضاف «أن المسجد الأقصى خط أحمر لا يمكن للاحتلال تجاوزه، مشيرًا إلى أنه يتحمّل التبعات والنتائج المترتبة على كل ما جرى في باحات القدس والمسجد الأقصى المبارك».[93]
- أفغانستان: قال المتحدث الرسمي بإمارة أفغانستان الإسلامية عبد القهار البلخي [الإنجليزية] على تويتر: إن أفغانستان تدين بشدة عنف المحتل ضد المدنيين الفلسطينيين في المسجد الأقصى، القبلة الأولى للمسلمين. تدعو إمارة أفغانستان الإسلامية المجتمع الدولي، وخاصة الدول الإسلامية، إلى اتخاذ خطوات عملية لإعادة حقوق الإنسان للفلسطينيين ومنع الجرائم الإسرائيلية.[94]
- في بيان مشترك لكل من ألمانيا وفرنسا وإيطاليا وإسبانيا دعا لاحترام الوضع الراهن للأماكن المقدسة في القدس ودور الأردن فيها ودعا «جميع الأطراف إلى ممارسة أقصى درجات ضبط النفس والامتناع عن العنف وجميع أشكال الاستفزاز».[95]
- السعودية: أعربت عن إدانتها واستنكارها لاقتحام قوات الاحتلال الإسرائيلي المسجد الأقصى وإغلاق بواباته، والاعتداء على المصلين العُزّل داخل المسجد وفي ساحاته الخارجية. كما اعتبرت «هذا التصعيد الممنهج اعتداءً صارخًا على حرمة المسجد الأقصى وانتهاكا للقرارات والمواثيق الدولية».[96]
- الكويت: أعربت عن إدانتها واستنكارها الشديدين لاقتحام قوات الاحتلال الإسرائيلي للمسجد الأقصى والاعتداء على المصلين. كما اعتبرت «هذه الاعتداءات تصعيدًا خطيرًا وانتهاكا صارخا لكافة المواثيق والقرارات الدولية ومدعاة لتغذية التطرف والعنف وتقويض استقرار المنطقة».[97]
- الأمم المتحدة: أعرب المنسق الخاص للأمم المتحدة لعملية السلام في الشرق الأوسط «تور وينسلاند» عن قلقه العميق إزاء ما يجري في مدينة القدس والمسجد الأقصى، وطالب بضرورة وقف الاستفزازات في الحرم الشريف فورًا.[98]
- مصر: أدان المتحدث الرسمي باسم وزارة الخارجية السفير أحمد حافظ، اقتحام القوات الإسرائيلية المسجد الأقصى المُبارك، وما تبع هذا الاقتحام من أعمال عنف تعرض لها الفلسطينيون في باحات المسجد الأقصى، مما أسفر عن إصابة واعتقال العشرات من المُصلين. وأكد «على ضرورة ضبط النفس وتوفير الحماية الكاملة للمصلين المسلمين والسماح لهم بأداء الشعائر الإسلامية في المسجد الأقصى الذي يُعد وقفًا إسلاميًا خالصًا للمسلمين».[99]

## ما بعدَ الاقتحام
أعلنت وزارة الصحة الفلسطينيّة صبيحة السادس والعشرين من نيسان/أبريل مقتلَ مواطنٍ فلسطينيّ يُدعى أحمد إبراهيم عويدات بنيرانِ قوات الاحتلال أثناء اقتحام مخيّم عقبة جبر بمدينة أريحا. أدانَ رئيسُ الحكومة الفلسطينية ما سمَّاها جريمة الاحتلال في مخيم عقبة جبر، كما حذَّر من تبعاتِ الجرائم الإسرائيليّة المتواصلة ضدّ الشعب الفلسطيني. اندلعت اشتباكاتٌ جديدةٌ شمال الضفة الغربيّة وتحديدًا في مدينة جنين حينما حاولت قواتُ الاحتلال اقتحامها في ساعاتٍ مبكّرةٍ من يوم السابع والعشرين من نيسان/أبريل لكنّ سكّان المدينة تعرّضوا لها وحاولوا منعها من ذلك. استخدمَ جنود الاحتلال قنابل الغاز المسيل للدموع والرصاص المعدني المغلّف بالمطاط في استهدافِ المدنيين المعارضين لاقتحامِ المدينة كما صوَّرت قنواتٌ عربيّة من موقع الحدث جنودًا إسرائيليين يُطلقون الرصاص الحيّ صوب الفلسطينيين. أُصيب خلال محاولة الاقتحامِ 4 فلسطينيين بالرصاصِ الحيّ، وفارقَ أحدهم الحياة حسبَ ما نقلت مصادرُ إعلاميّة فلسطينيّة من جنين.
أعلنت الحكومة الإسرائيليّة مساء يوم الخميس الموافق للثامن والعشرين من نيسان/أبريل نشر نحو 3000 عنصر في محيط المسجد الأقصى والبلدة القديمة في القدس، بينما أكَّدت دائرة الأوقاف الإسلامية أنَّ ربع مليون هو عدد المصلين الذين توافدوا على باحاتِ المسجد الأقصى لإحياءِ ليلة القدر. عاودت قواتُ الاحتلال الإسرائيلي اقتحامها باحات المسجد الأقصى في صباح آخر جمعةٍ من شهر رمضان (29 نيسان/أبريل)، وهو ما تسبَّبَ في اندلاعِ مواجهاتٍ في الباحات. استعملت قواتُ الاحتلال خلال محاولاتها في الاقتحامِ قنابل الغاز المسيل للدموع والرصاص المعدني المغلّف بالمطاط ما نجمَ عنهُ وقوع عددٍ من الإصابات بحسبِ وسائل إعلام فلسطينيّة والتي صوَّرت أيضًا محاصرةَ القوات الإسرائيليّة للمصلين داخل المصلى القبلي عقبَ أداء صلاة الفجر. التقطت كاميرا القنوات الإعلاميّة التي تبثُ من الأقصى مقاطع فيديو جديدة لجنود من الجيش الإسرائيلي أثناء مطاردتهم لشبان فلسطينيين داخل المقبرة اليوسفيّة المتاخمة للمسجد. أعادت القوات المحتلَّة فتح أبواب الأقصى بعد إغلاقه لساعتين لكنّها سمحت للنساء وكبار السن فقط بالدخول، في الوقتِ الذي أعلنَ فيهِ الهلالُ الأحمر في القدس عن وقوعِ 42 إصابة ما بين خطيرة ومتوسّطة وطفيفة خلال المواجهات مع الاحتلال الإسرائيلي في الأقصى.
أعلنت القناة الثالثة عشر الإسرائيليّة مساء الثلاثين من نيسان/أبريل مقتل حارس أمن مستوطنة أرئيل شمالي الضفة الغربية برصاص مسلحين فلسطينيين اثنين، قبل أن تُعلِن مصادر فلسطينيّة مقتلَ شاب فلسطيني برصاصِ قوات الاحتلال الإسرائيلي في بلدة عزون شرق قلقيلية. تبنَّت كتائب شهداء الأقصى الذراع العسكري لحركة فتح الهجوم المسلح على مدخل أريئيل دون المزيدِ من التفاصيل.

## إعادة الاقتحام
تجددت الاقتحامات في صباح الخامس من أيّار/مايو بدعوة من جماعات إسرائيلية متطرفة دعت إلى اقتحامات جماعية بمناسبة ما يُسمَّى الذكرى الـ 74 لاستقلال إسرائيل، حيث قامت قوات معززة من شرطة الاحتلال الإسرائيلي باقتحامِ المسجد الأقصى وانتشرت في ساحات الحرم لتأمين مسيرة المستوطنين لاقتحام المسجد، كما قامت بالاعتداء على الفلسطينيين وقمع من تواجد داخل المصلى القبلي. أعلنَ الهلال الأحمر الفلسطيني إصابة 12 فلسطينيًا خلال اعتداءِ قوات الاحتلال الإسرائيليّ التي عاودت مجددًا منع عددٍ من الفلسطينيين من دخول الأقصى لأداء صلاة الظهر، وتجدَّد اقتحام الباحات من قِبل مجموعات المستوطنيين تحتَ حماية القوات الإسرائيليّة.
أعلنت خدمات الطوارئ الإسرائيلية مساء نفس يوم تكرار الاقتحام عن وقوعِ ثلاثة قتلى وإصابة ثلاثة آخرين بجروحٍ خطيرةٍ في هجومٍ ببلدة إلعاد شرق تل أبيب، وأكَّدت صحيفةُ يديعوت أحرنوت الخبر نقلًا عن مصدرٍ رسميّ في الشرطة الإسرائيلية والذي أضافَ أنَّ الهجوم وقعَ في أماكن عدّة بحديقة أمفي المزدحمة في إلعاد، وأنَّ الشرطة الإسرائيلية تستخدمُ مروحيةً للبحثِ عن سيارةٍ فرَّت من مكانِ الهجوم، كما أقامت حواجز عسكريّة على محاور قرب البلدة بحثًا عن منفذ أو منفذي العمليّة. أدانَ رئيس السلطة الفلسطينيّة محمود عباس ما سمَّاهُ «مقتل مدنيين إسرائيليين في هجوم إلعاد في تل أبيب» وأكّد على أنَّ «قتل المدنيين الفلسطينيين والإسرائيليين يؤدي إلى مزيد من تدهور الأوضاع» مُضيفًا: «نحذر من استغلال هذا الحادث المُدَان للقيام باعتداءات ورد فعل على شعبنا الفلسطيني من المستوطنين».
اقتحمت قوات الاحتلال الإسرائيلي في ساعات مبكّرة من يوم السابع من أيّار/مايو بلدة السيلة الحارثية غرب مدينة جنين بمساندة وحدات خاصة، ومثلها فعلت دوريات عسكرية حينما اقتحمت معسكر سالم بقوّة وأطبقت الحصار لبعض الوقت على السيلة بعدما أغلقت كافّة المداخل. اندلعت اشتباكاتٌ متفرّقة إثرَ اقتحام القوات الإسرائيليّة منزل الأسير عمر جرادات والذي صادقت المحكمة العليا على قرار هدمه بدعوى ضلوعه في عمليّة سابقة في حومش. أقدمت قواتُ الاحتلال على تفجير منزل عمر وهو ما زادَ من حدّة الاشتباكات حيثُ أطلق مقاومون فلسطينيون النار صوبَ جنود إسرائيليين في البلدة. أعلنَ الهلال الأحمر الفلسطيني عن وقوعِ ثلاث إصابات في صفوف أبناء المنطقة برصاص قوات الاحتلال الإسرائيلي وذلك خلال المواجهات في البلدة.
أعلنت وسائل إعلام عبريّة صباح الثامن من أيّار/مايو أنَّ قوات الأمن الإسرائيليّة ألقت القبض على منفذي هجوم إلعاد، وأكّد وزير الأمن الداخلي الإسرائيلي الخبر لاحقًا حيث قال: «وضعنا أيدينا على الذين نفذوا الهجوم في إلعاد وسنصل إلى كل من ساعدهم»، فيما ذكرَ المتحدث باسمِ الحكومة الإسرائيلية أنَّ بينت أوعز بتشكيلِ حرس وطني من قوات حرس الحدود والاحتياط ومتطوعين مدربين، كما أوعزَ بوضع قاعدة قانونيّة تتيح للاحتلال «مصادرة أملاك كل من يُساعد منفذي الهجمات» وفقَ تعبيره. اقتحمت بعدها دوريات عسكريّةٌ إسرائيلية قرية رمانة غربي جنين، واندلعت مواجهاتٌ بين الفلسطينييين مع قواتِ الاحتلال عقبَ حصار الأخيرة لمنزلي المتهمين بتنفيذ عملية إلعاد. انسحبت قواتُ الاحتلال في وقتٍ لاحقٍ من قرية رمانة بعد إجراء مسحٍ هندسي لمنزلي عائلتي الشابين صبيحات والرفاعي.
أعلنت إذاعة الجيش الإسرائيلي مساء الثامن من أيار/مايو مقتل فلسطيني برصاصِ الجيش الإسرائيلي خلال محاولته عبور الجدار الفاصل قرب طولكرم، كما أطلقت قواتُ الاحتلال النار على شابٍ فلسطيني آخر بزعمِ محاولتهِ طعن جنود إسرائيليين قُرب باب العامود في القدس بحسبِ بيان الشرطة الإسرائيلية قبل أن يُفارقَ الحياة. أقدمت قواتُ الاحتلال على إغلاقِ بوابات المسجد الأقصى بعد قتلها للشاب الفلسطيني وكثَّفت من تواجدها في المنطقة المحيطة. تواصلت الهجمات الإسرائيليّة على الفلسطينيين في نفس يوم اعتقال منفذا عمليّة إلعاد حيثُ قامَ حارس مستوطنة إسرائيليّة في مدينةِ بيت لحم بإطلاقِ الرصاص على شبان فلسطينيين وبرَّر جيشُ الاحتلال ذلك بأنَّ الشبان حاولوا التسلّل لداخل المستوطَنة. أعلنت وزارة الصحّة الفلسطينيّة أن حارس المستوطنة قتلَ شابًا فلسطينيًا – هو الثالث في هذا اليوم – حينما أطلقَ النيران صوب مجموعة الشباب. ذكرَ المتحدث باسمِ حركة حماس أنَّ «هجمة الاحتلال المسعورة التي أدَّت لارتقاء 3 شهداء اليوم تكشف حالة العجز التي تعصف بحكومة العدو»، كما أدانت الخارجية الفلسطينيّة «جرائم الإعدامات الميدانيّة المتلاحقَة التي ترتكبها قوات الاحتلال والمستوطنون».